# بيا فرايز
بيا فرايز هي رسامة وأستاذة جامعية سويسرية، ولدت في 6 أكتوبر 1955 في Beromünster ‏ في سويسرا.